# Kleine torenvalk
De kleine torenvalk (Falco naumanni) is een vogel uit de familie der valken (Falconidae). De wetenschappelijke naam van de soort werd voor het eerst geldig gepubliceerd door Johann Gottlieb Fleischer in 1818.

## Kenmerken
De vogel is 27 tot 33 cm lang en heeft een spanwijdte van 63 tot 72 cm. Daarmee is de vogel gemiddeld 3 tot 6 cm kleiner dan de torenvalk (Falco tinnunculus). De kleine torenvalk is van onder rossig beige en heeft minder duidelijke, ronde vlekken op de borst in vergelijking met de gewone torenvalk. Op de rug ontbreken stippels en vlekken. De kop van het mannetje is egaal grijs, zonder baardstreep. De staart is relatief kort, de vleugels lijken breder en de vlucht is sneller en sierlijker dan die van de torenvalk.

## Verspreiding en leefgebied
De kleine torenvalk komt voor in Zuid-Europa, Noordwest-Afrika en Midden-Azië tot in Noord-China. Behalve een deel van de Noord-Afrikaanse populaties, overwinteren kleine torenvalken massaal in Sub-Saharisch Afrika.
De vogel broedt in kolonies, vaak in de buurt van menselijke bewoning. Het jachtgebied bestaat uit open landschappen zoals steppe of als weidegronden beheerde graslanden en extensief benutte landbouwgebieden.

### Dwaalgast in West-Europa
De kleine torenvalk is minstens drie keer in België (1964, 2013 en 2014) waargenomen. Er zijn twee gevallen voor Nederland, één uit november 2000 (een vondst bij Bergen in Noord-Holland) en een veldwaarneming op 23 maart 2002 bij Ede in de provincie Gelderland. Daarnaast werden kleine torenvalken waargenomen op de Britse Eilanden, Denemarken en Duitsland.

## Naamgeving
De wetenschappelijk naam van de kleine torenvalk is een eerbetoon aan de Duitse ornitholoog Johann Friedrich Naumann.

## Status
De kleine torenvalk heeft een enorm groot verspreidingsgebied en daardoor is de kans op de status kwetsbaar (voor uitsterven) gering. Tussen 1950 en 2000 ging de populatie in Zuid-Europa enorm achteruit in aantal en daarom werd de vogel als een kwetsbare soort beschouwd. Deze populatie werd in 2009 geschat op 25.000 tot 42.000 paar, waarvan de helft in Spanje. Verder bleek dat er aanzienlijke aantallen broeden in Azië. Er is geen aanleiding te veronderstellen dat de soort verder in aantal achteruit gaat. Mogelijk gaan plaatselijk de aantallen vooruit. Om deze redenen staat deze valk als niet bedreigd op de Rode Lijst van de IUCN.